# Broadway Danny Rose
Broadway Danny Rose ist eine Komödie des amerikanischen Filmemachers Woody Allen. Der Film entstand im Jahr 1984 und ist Allens zwölfter Film als Regisseur. Er spielt hier neben Mia Farrow und Nick Apollo Forte die Titelrolle des Künstleragenten Danny Rose.

## Handlung
Künstleragent Danny Rose ist in seinem Beruf recht erfolglos, zu Bedeutung gelangte Künstler haben ihn nach ihrem beruflichen Durchbruch verlassen. So betreut er jetzt einen einbeinigen Stepptänzer, einen stotternden Bauchredner, ein Luftballonfigurenfalter-Duo und andere untalentierte Künstler. Seine besondere Aufmerksamkeit gilt dem Schnulzensänger Lou Canova, der durch eine Nostalgiewelle plötzlich zu einem Comeback gelangt.
Danny verschafft ihm einen Auftritt im Waldorf Astoria. Lou verlangt, nur dann aufzutreten, wenn seine heimliche Geliebte Tina beim Konzert dabei sei. Während der Suche nach Tina wird Danny in Mafia-Kreise hineingezogen, da er von Tinas Familie, verwechselt mit Lou Canova, als deren unerwünschten Liebhaber gehalten wird. Danny und Tina werden festgesetzt, können aber knapp entkommen, um bei Lous Auftritt dabei zu sein.
Nach dem Konzert offenbart Lou Danny, dass er das Management wechseln möchte, da er ihn für zu erfolglos hält. Danny flüchtet entrüstet aus dem Saal. 
Nach einiger Zeit klingelt es an Thanksgiving an Dannys Tür: Tina hatte Lou und einen bei der Flucht hilfreichen Werbestar verlassen und möchte sich mit ihm aussöhnen. Er weist sie ab, läuft ihr dann jedoch hinterher. Beide gehen zurück zu Dannys Thanksgivingparty.

## Sonstiges
- Der komplette Film wurde in Schwarz-Weiß gedreht.
- „Broadway Danny Rose“ wurde 1984 für zwei Oscars in den Kategorien Beste Regie und Bestes Originaldrehbuch nominiert, gewann allerdings keinen Preis.
- Jack Rollins, einer der Produzenten des Films, spielt in einigen Szenen einen der Komiker.
- Ungewöhnlich an dem Film ist, dass eine in dem Deli sitzende Runde von Künstlern die Story von Danny, Tina und Lou aus dem Off erzählt und kommentiert.
- Nick Apollo Forte, der Darsteller des Lou, war auch im wirklichen Leben Nachtclubsänger und hatte zuvor niemals geschauspielert.
- Das Restaurant im Film ist der „Carnegie Deli“ in Manhattan, in dem man noch heute ein „Woody Allen Sandwich“ bestellen kann.